# Invasor Zim
Invasor Zim (en inglés Invader Zim) es una serie de televisión animada que fue transmitida por Nickelodeon por primera vez el 30 de marzo de 2001 en Estados Unidos, creada por el dibujante Jhonen Vasquez y dirigida por Steve Ressel.

## Argumento
La trama gira alrededor de un extraterrestre nombrado Zim, originario del Imperio Irken, que desea controlar todo el universo. Los Más Altos lo envían, junto al robot G.I.R., a colonizar un planeta desconocido y lejano para deshacerse de su inutilidad y los destrozos que deja a su paso. Ese planeta es la Tierra y allí Zim encuentra a su némesis, Dib.

### El Imperio Irken
Los irken poseen un enorme nivel bélico y tecnológico. Su cultura gira aparentemente alrededor del consumismo frenético, la invasión y la conquista de otros mundos, lo que los ha llevado a poseer una flota descomunal temida por planetas enteros. Han logrado dominar a una gran cantidad de las razas del espacio, enviando invasores altamente entrenados que aprenden de su cultura y su tecnología, y esclavizan o destruyen a su gente. Este masivo plan de conquista es llamado Ruina Inevitable Parte 2 (El proyecto original "Ruina Inevitable Parte 1" fue echado a perder por Zim cuando utilizó un Mega Robot Destructor). 
Sus líderes "Los Más Altos", son criaturas de suma altura, gran poder y un gusto peligroso por las golosinas. Controlan y dominan el imperio Irken desde su nave insignia La Inmensa, la mayor fuerza de ataque de todo el imperio, que (como se ha visto a lo largo de la serie) puede resistir disparos de otras naves de combate, impactos con meteoros de diversos tamaños e, incluso, pasar a través de una estrella semejante a nuestro sol sin recibir daño crítico.
Las posiciones sociales de esta raza están dadas por la altura: mientras más alto mayor posición social y se atribuye un mayor intelecto. Por ejemplo a Skoodgee lo hicieron parte de la purga orgánica por ser bajito. Los más altos no pueden creer que los seres humanos tengan un tamaño semejante al de ellos y aun así ser considerados estúpidos por Zim.
Su aspecto físico es humanoide, aunque presumiblemente de evolución insectoide, su piel es verde, no poseen ninguna clase de pelo, tienen antenas con las que muestran estados de ánimo de acuerdo a sus movimientos y posiciones, ojos rojos o púrpuras, azules y rara vez verdes y sus extremidades terminan en tres dedos (a excepción de los más altos, cuyos "pulgares" han sido eliminados como parte de su ascensión al liderazgo de toda la especie); No poseen nariz u oídos ya que sus antenas estimulan los aromas o los sonidos. Hay machos y hembras pero no parecen reproducirse sexualmente ya que se desarrollan en unas cápsulas. 
Desde su nacimiento, los Irken son injertados con un aditamento llamado PAK (semejante a una mochila), el cual posee gran variedad de armas y herramientas. Además funciona como otra parte de sus cuerpos. En ocasiones, cuando la situación así lo merece, emergen de este dispositivo extremidades biónicas semejantes a las patas de un insecto, con las cuales pueden desplazarse con agilidad considerable en casi cualquier entorno. Los invasores además reciben implantes internos en sus cuerpos para incrementar su desempeño: oculares, auditivos, etc.
Aún no queda claro si los Irken tienen gran capacidad regenerativa (como la que muestra Zim a través del progreso de la serie) o es también una característica especial de los invasores. Como se ve en el episodio "Los ladrones de planetas" cuando la nave de Zim choca con el domopantalla y Gir se estrella en la cara de Zim, y este expulsa un ojo y se limita a agarrarlo y volvérselo a meter en la cabeza.
Al parecer, esta especie es bastante vulnerable (o por lo menos Zim lo es) a muchas cosas de la Tierra, como la carne, las legumbres o al menos los frijoles, el agua, lácteos como el queso, las abejas (ya que sus naves son vulnerables a ellas), etc.
Los Irken tienen un único órgano interno nombrado "SQUEEDLY SPOOCH".

## Transmisión
Pese a tener buena aceptación por parte del público, Nickelodeon canceló la serie en 2002 (los cuarenta y seis episodios, entre ellos los faltantes, han sido emitidos en televisión y ha sido lanzada en DVD a partir del 19 de agosto de 2006), dando como motivos la falta de audiencia del público infantil; también, las diferencias con los guionistas de la serie y con Jhonen Vasquez. Otra de las razones por las que se canceló la serie es que Nickelodeon quería cambiar la actitud de los personajes, pero Vasquez rechazó dicha propuesta y se vio obligado a cancelar la serie. La cancelación dejó incompletos al menos 16 episodios y una película que hubiera servido como final de la serie.
En la actualidad, el programa dejó de transmitirse tanto en Estados Unidos como en Latinoamérica desde el año 2014, en donde aún en Latinoamérica se podía ver por el bloque Nick at Nite hasta finales de 2013, mientras que en Estados Unidos, se transmite ocasionalmente por Nicktoons, canal subsidiario de Nickelodeon. La serie regresó a la programación en el bloque Nick clásicos a partir del 2015. En Latinoamérica se podía ver por televisión en el segmento nocturno Nick Hits hasta el 5 de abril del 2010, cuándo este mismo fue removido de la programación.

## Película
Articulo Principal: Invader Zim: Enter the Florpus!
El 4 de abril de 2017, Nickelodeon anunció que tienen una película de televisión de 90 minutos basada en la serie. Jhonen Vasquez regresará como productor ejecutivo, así como miembros del reparto Richard Horvitz, Rikki Simons, Andy Berman y Melissa Fahn. La película seguirá a "Zim perpetuamente desesperado y delirante eclosionando un nuevo plan para alcanzar su meta". La película es distribuida por Netflix y se estrenó el 16 de agosto de 2019.

## Episodios

### Episodios Cancelados
Estos episodios nunca fueron terminados y sus guiones (salvo excepciones) se pueden encontrar en internet:
27-A) RoboParents Gone Wild (Los RoboPadres Se Vuelven Salvajes): escrito por Rob Hummel. Descripción oficial: Los RoboPadres echan a Zim de su propia casa y adoptan a un vagabundo como su "nuevo hijo". 
27-B) Simon Says Doom (Simón Dice Ruina): escrito por Courtney Lilly. Descripción oficial: Zim decide conquistar a todos los niños del mundo con el juego "Simón Dice". 
28-A) Invader Poonchy (Invasor Poonchy): escrito por Brent Crowe y Rob Hummel. Descripción oficial: Zim hace creer a Dib que el verdadero Invasor es Poonchy, un niño de su clase, y que él es solo el señuelo. 
28-B) Nubs Of Doom (Astas De Ruina): escrito por Eric Trueheart y Jhonen Vasquez. Como ya hemos dicho antes, en este episodio se presentaba a MiniMoose (MiniAlce), un personaje que aparece en The Most Horrible Xmas Ever, un episodio posterior. Cuando Vasquez escogió The Most Horrible Xmas Ever como último episodio de la serie, el episodio se emitió con la aparición, sin sentido alguno, de MiniAlce. Descripción oficial: Tras sufrir una vez más las consecuencias de la incompetencia de GIR, Zim decide crearse un nuevo ayudante: MiniAlce. (Aquí iría "29: The Most Horrible Xmas Ever", que fue acabado) 
30-A) Return Of Keef (El Regreso De Keef): escrito por Danielle Koenig. Presenta el retorno de Keef, que apareció en "Bestest Friend".o Mejor amigo en español. Además, nos explica por qué el McMeaties de "Germs" y el de "Career Day" no se parecían en nada: hay al menos cuatro en la ciudad. Descripción oficial: Keef vuelve, y esta vez con un plan para recuperar a su "mejor amigo" Zim. 
30-B) Mopiness Of Doom (La Apatía De La Ruina): escrito por Danielle Koenig. Descripción oficial: Dib decide dejar la investigación paranormal y centrarse en la verdadera ciencia. Zim, ahora sin archienemigo, se desespera y cae en una horrible autodecadencia. 
31) Top Of The Line (El Número Uno/El Primero De La Fila): El guion ya estaba escrito, pero hasta ahora no ha aparecido. Reaparecía Tak, de "Tak: The Hideous New Girl". Descripción oficial: Zim lleva a GIR a una competición de Unidades Robot entre los Invasores Irkianos. 
32-A) Ten Minutes To Doom (Diez Minutos Para Ruina): escrito por Rob Hummel. Descripción oficial: Dib le roba a Zim su mochila(En inglés el acrónimo: PAK), que contiene su personalidad. Sin ella, Zim morirá en 10 minutos, y todo el episodio es una cuenta regresiva en tiempo real en la que Zim trata de recuperar su mochila (y con ella su identidad) mientras esta invade el cuerpo y la personalidad de Dib. 
32-B) Day Of Da Spookies (El Día De Los Tenebrosos): escrito por Jhonen Vasquez y Rob Hummel. Presenta el retorno de Skoodge, que fue asignado Invasor Irkiano en el primer episodio. Descripción oficial: Después de que Zim descubra a Skoodge en su sótano, que ya ha invadido el planeta que le fue asignado y se aburre, por lo que ha venido a ver a Zim; GIR, MiniAlce, Skoodge y Zim se visten de fantasmas y se van a casa de Dib a asustarle. El problema es que este, en lugar de asustarse, los captura y le vende la exclusiva a Misterios Misteriosos. 
33) The Trial (El Juicio): escrito por Jhonen Vasquez. Los fanes lo consideran uno de los mejores episodios de la serie. Aquí Zim es juzgado por los daños que le ha hecho al imperio y la eliminación de los anteriores altos: Miyuki y Spork. 
Episodios descartados:
DESCARTADO: Pants! (Pantalones!): también conocido como: When Pants Ruled! (Cuando Los Pantalones Mandaban!) Este episodio fue descartado porque guardaba un extraño parecido con el piloto de Jimmy Neutrón, otra serie de Nickelodeon; pero está puesto aquí como curiosidad. Argumento: Una especie de Pantalones Alienígenas invade la Tierra. Aquel que viste los pantalones es controlado mentalmente y se convierte en una arma alienígena. 
Episodios sin guion finalizado, de los cuales solamente se conoce el argumento:
34-A) It Feeds On Noodles! (Se Alimenta De Fideos!): Argumento: Zim se convierte en un extraño vampiro que debe alimentarse de comida china, y que tiene palillos chinos como colmillos. 
34-B) Squishy: Hugger Of Worlds (Squishy: Abrazador De Mundos): Argumento: Un ser gigante llamado Squishy (una clara parodia a Galactus) tiene la afición de abrazar planetas (está lleno de amor), lo que causa su destrucción. Zim y Dib deben aliarse para salvar la Tierra de ser abrazada a muerte, cada uno por sus razones. 
35-A) GIR's Big Day (El Gran Día De GIR):  Argumento: GIR, disfrazado de perro, sobrevive a un atropello de camión. Unos científicos lo ven y lo raptan para crear el prototipo de perro perfecto. 
35-B) Those! (¡Esas!): Argumento: Zim controla un ejército de gigantescas hormigas alienígenas. Bueno, hormigas ligeramente más grandes de lo normal, del tamaño de un zapato. El episodio hace referencia a la película Them!.
36-A) Dib's Robot (El Robot De Dib): Argumento: Dib roba a GIR y lo convierte en su propio robot ayudante.
36-B) Midgets Of Doom (Enanos De Condenación): Volvía a aparecer Skoodge. Argumento: Zim encoge a Skoodge para que se infiltre en casa de Dib. 
39) The Battle Of Meekrob [1] (La Batalla De Meekrob [1]):  Hubiera sido un especial de una hora de duración que hubiera finalizado la temporada 2. Reaparecía la Invasora Tenn (de "MegaDoomer"), los Meekrob (de "Dib's Wonderful Life Of Doom"), la Resisty (de "Backseat Drivers From Beyond The Stars") y Skoodge (de "The Nightmare Begins", "Hobo 13", "Day Of Da Spookies" y "Midgets Of Doom"). A partir de este episodio, la serie dejaba de situarse en la Tierra y pasaba a situarse en el espacio. Argumento: Los habitantes de Meekrob descubren a la Invasora Tenn, y la toman como rehén. Cuando los Altos reciben las noticias, deciden ir a Meekrob y salvarla. Supuestamente, todos los Invasores deben participar en el rescate, pero los Altos no quieren que Zim vaya porque lo arruinaría todo. Sin embargo, los Más Altos no saben que el Invasor Skoodge está en la Tierra con Zim y le envían el mensaje, causando que Zim se entere y se invite a sí mismo. 
40) The Battle Of Meekrob [2] (La Batalla De Meekrob [2]): Hubiera sido un especial de una hora de duración que hubiera finalizado la temporada 2. Reaparecía la Invasora Tenn (de "MegaDoomer"), los Meekrob (de "Dib's Wonderful Life Of Doom"), los Resisty (de "Backseat Drivers From Beyond The Stars") y Skoodge (de "The Nightmare Begins", "Hobo 13", "Day Of Da Spookies" y "Midgets Of Doom"). A partir de este episodio, la serie dejaba de situarse en la Tierra y pasaba a situarse en el espacio. Argumento: La guerra he empezado. Los Altezas creen que será fácil, pero ven que no están combatiendo solo a los Meekrob - otras razas alienígenas también están ahí. Dib, preguntándose el porqué de la ausencia de Zim, investiga en su laboratorio y se entera de la guerra. Dispuesto a ayudar a derrotar a Zim y a su raza, se traslada al planeta Meekrob con la nave de TAK. Casi todos los Irkianos han sido vencidos, y los que quedan se fugan, entre ellos Skoodge y Tenn. Sin embargo, Zim sigue ahí (Skoodge ha escapado con su nave), y Dib lo lanza al espacio y lo choca contra un meteorito. Dib es nombrado Embajador De Meekrob y Zim, aun vivo, parece condenado esta vez... 
41-42-43) Invader Dib (Invasor Dib): Hubiera sido una TV Movie (película para televisión) y un especial de temporada 3 que contaría como tres episodios (y sería dividida así en repeticiones), y hubiera sido el comienzo de la Tercera Temporada. Argumento: Dib se convierte en el embajador De Meekrob al final de la segunda temporada. Con la ayuda de los Meekrob y de muchos otros áliens en el universo, va al planeta Irken y lo conquista. Así, los Irkianos parecen destruidos, entonces Zim despierta... Y hasta aquí lo que se sabe.

## Producción

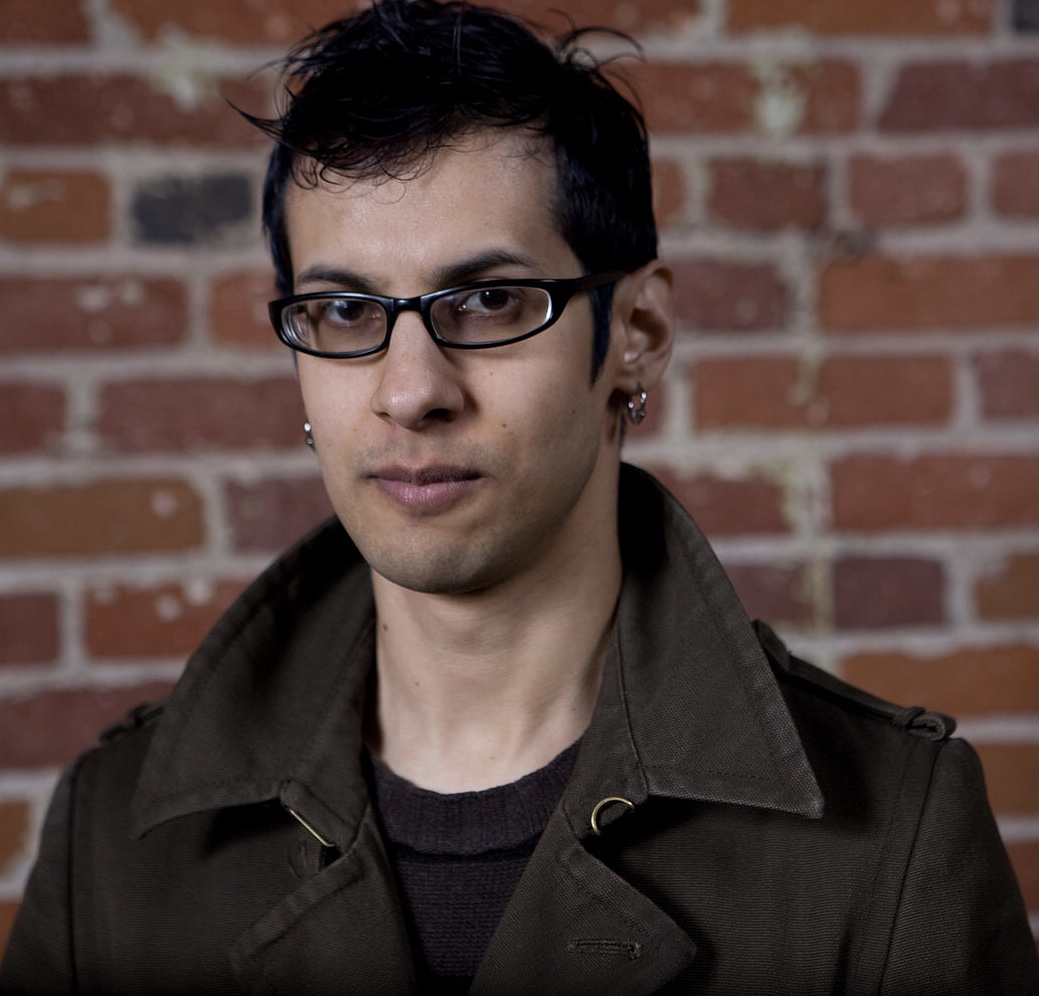
Jhonen Vasquez, creador de Invasor Zim

### Equipo de producción
- Jhonen Vasquez - Creador, productor ejecutivo, escritor principal, diseñador original de personajes
- Mary Harrington - Productora ejecutiva
- Steve Ressel - Productor
- Monique Beatty - Productora de línea
- Rob Hummel - Editor de historia
- Kevin Manthei - Productor de música del intro y créditos
- Mark Tortorici - Escritor del título de música
- Dona Grillo Gonzalez - Directora de casting
- Anna Henry - Coordinadora de casting
- Louie del Carmen - Supervisor de storyboard
- Miyuki Hoshikawa - Revisonista de storyboard
- Maureen Mascarina - Revisionista de storyboard
- Lothel Jones - Limpiador de storyboard
- Warren Lee - Limpiador de storyboard
- Aaron Alexovich - Diseñador de personajes, diseñador de limpieza
- Eric Brown - Diseñador de apuntalación
- Jeff Wong- Diseñador de apuntalación
- Su Moon - Diseñadora de limpieza
- Spencer G. Davis - Diseñador de antecedentes
- Jairo Lizarazu - Diseñador de antecedentes
- Maurice F. Morgan II - Diseñador de antecedentes
- Junnita Trammel - Diseñadora de antecedentes
- Hyo Sung Lee - Limpiador de antecedentes
- Sae Wook Lee - Limpiador de antecedentes
- Jin Sur - Limpiador de antecedentes
- Jean-Paul Bondy - Director de color

### Reparto
- Billy West (piloto) / Richard Steven Horvitz: Zim.
- Rosearik Rikki Simons: G.I.R.
- Andy Berman: Dib y computadora de Dib.
- Melissa Fahn: Gaz.
- Ted Raimi: Skoodge.
- Rodger Bumpass: Profesor Membrana.
- Olivia D'Abo: Tak.
- Danica Ivancevic (piloto) / Jhonen Vasquez: Computadora.
- Kevin McDonald : El más alto Púrpura.
- Wally Wingert: El más alto Rojo / Mortos der robaalmas.
- Lucille Bliss (†): La señorita Bitters.
- Danny Cooksey: Keef.
- Fred Tatasciore: Lard Narr.
- Jim Wise: Sizz-Lorr.
- Robert Cait: Sargento Slab Rankle.
- David Herman: Pie de pollo.

## Doblaje hispanoamericano

### Voces
- Magda Giner - Zim
- Irwin Daayán - G.I.R
- Carlos Enrique Bonilla - Dib
- Ana Lobo - Gaz
- Jorge Ornelas - Profesor Membrana
- María Fernanda Morales - Tak
- Víctor Delgado - Computadora
- Alejandro Illescas - El más alto púrpura
- Paco Mauri - El más alto rojo
- Rubén León - Pie de Pollo
- Jesse Conde - Sizz-Lorr
- Rosanelda Aguirre - La señorita Bitters
- Octavio Rojas - Sargento Slab Rankle
- Isabel Martiñon - Keef
- Ernesto Lezama - Lard Narr

### Créditos técnicos
- Estudio de doblaje: Audiomaster 3000
- Dirección de doblaje: Herman López

## DVD
Cuando el primer DVD de Invasor Zim fue lanzado por Nickelodeon y Media Blasters tuvo tanto éxito que posteriormente lanzaron otros dos DVD. En mayo de 2004, Anime Works lanzó el primer volumen de una colección oficial de Invader Zim en DVD en colaboración con Nickelodeon. En agosto y noviembre del 2004, dos volúmenes subsiguientes completaron el lanzamiento del DVD de la serie. Un conjunto en caja (box set) con la forma de la casa de Zim también ha sido lanzado, que incluye un disco de extras con un corte alternativo de "The Most Horrible X-mas Ever", audiocomentarios para siete de los episodios sin terminar, entrevistas con Kevin Manthei en el diseño de sonido y música de Invader Zim, una banda sonora de las composiciones principales de Kevin Manthei para la serie. 
Originalmente, este conjunto incluía una estatuilla "GIR" en modo de servicio con un compartimento la caja, pero Anime Works dejó de incluirla en silencio con la terminación de Palisade, la compañía de juguetes que había estado produciendo figuras de Invader Zim. Los tres volúmenes de los DVD fueron relanzados a finales de 2006 como un box sett de bajo precio sin la casa de Zim. El 2 de abril de 2010, Invader Zim fue relanzado en DVD en dos conjuntos diferentes. Un nuevo DVD fue lanzado el 22 de febrero de 2011 llamado "Operation Doom". Este conjunto contiene los episodios que no se llegaron a transmitir en Nicktoons Network a lo largo de 2010. 

### Serie de Cómics
En febrero de 2015, Oni Press anunció que una serie de cómics basada en el programa, en colaboración con Jhonen Vasquez y Nickelodeon, se estaba publicando como una continuación de la serie. Vasquez dijo sobre el programa: "Siempre estoy confundido cuando la gente dice cuánto extrañan a Invasor Zim porque el programa nunca dejó de correr en mi cabeza, y luego recuerdo que todos los demás no están en mi cabeza". Un pre-número 0 fue lanzado el 23 de mayo de 2015 como un zine y preludio a la serie del cómic. La primera edición fue lanzada el 8 de julio de 2015, y desde entonces la mayoría de las ediciones se lanzan sobre una base mensual.

## Intentos fallidos de revivir la serie
En marzo y julio de 2010, se emitieron repeticiones de Invasor Zim que fueron transmitidos en Nicktoons. Las repeticiones lo hicieron el segundo programa mejor calificado en la red, y según Jhonen Vasquez, formaban parte de un plan de la cadena para ver si sería factible un revival de la serie. Sin embargo, el presupuesto que Nickelodeon propuso no era lo suficientemente grande como para lo que el equipo quería hacer, por lo que rechazaron respetuosamente la oferta. 
Vásquez también afirmó que, a pesar del rumor generalizado que sugiere lo contrario, habría regresado al programa nuevamente si Nickelodeon no hubiera considerado el revival "demasiado caro" por lo que el equipo quería hacer con él.